# 旭川市立西神楽中学校
旭川市立西神楽中学校（あさひかわしりつにしかぐらちゅうがっこう）は、北海道旭川市西神楽に所在する公立中学校。

## 沿革
年表
- 1947年（昭和22年）- 神楽村立西神楽中学校が開校[注 1][1]。
- 1948年（昭和23年）- 校舎完成、校歌・校旗制定[1]。
- 1954年（昭和29年）- 町制施行により神楽町立西神楽中学校に改称[1]。
- 1968年（昭和43年）- 旭川市との合併により旭川市立西神楽中学校に改称[1]。
- 1983年（昭和58年）- 体育館新築、校舎改築完成[1]。
- 1989年（平成元年）- 敷地一部をパークゴルフコースとして地域開放[1]。
- 2000年（平成12年）- 校舎増改築完成[1]。
- 2008年（平成20年）- 旭川市立千代ヶ岡中学校と統合[1]。
- 2018年（平成30年）- 音楽部がNHK局長賞を受賞[1]。

## 教育目標
- 創造する力 豊かな心 たくましい体[2]

## 学校行事
学校行事は以下の通り。
- 4月 - 1学期始業式、入学式、修学旅行（3年）
- 5月 - ホタル野外学習
- 6月 - 体育大会、ホタル野外学習、期末テスト
- 7月 - 宿泊研修（2年）、1学期終業式、夏季休業
- 8月 - 2学期始業式
- 9月 - 学校祭、ホタル野外学習
- 10月 - 中間テスト、職場体験学習
- 11月 - 期末テスト
- 12月 - 2学期終業式、冬季休業
- 1月 - 3学期始業式
- 2月 - スキー教室（1・2年）、学年末テスト
- 3月 - 卒業式、修了式、学年末休業

## 部活動
体育部
- バドミントン部（男子・女子）

文化部
- 音楽部

かつてあった部活
- バレーボール部
  - 全国都道府県対抗中学校バレーボール大会 北海道選抜 1名出場（2012年）
  - 北海道中学校バレーボール大会 男子バレーボール部出場（2018年）

## 通学区域
通学区域は以下の通り。
- 西神楽1線8号 - 32号
- 西神楽2線8号 - 34号
- 西神楽3線8号 - 34号
- 西神楽4線8号 - 34号
- 西神楽5線18号 - 29号
- 西神楽北1条1丁目 - 4丁目
- 西神楽北2条1丁目 - 3丁目
- 西神楽南1条1丁目 - 4丁目
- 西神楽南2条1丁目 - 4丁目
- 西神楽南13号 - 17号

## 出身小学校
- 旭川市立西神楽小学校[6]

## 交通アクセス
鉄道
- JR富良野線西神楽駅より徒歩4分。

バス
- 道北バス「西神楽駅前」停留所下車、徒歩5分。